# Фогу (острів)
Фогу (порт. Fogo, «вогонь, полум'я, пожежа») — острів у складі республіки Кабо-Верде, на якому є діючий вулкан Фогу. Площа острова — 476 км², населення — 37 071 особа.

## Історія

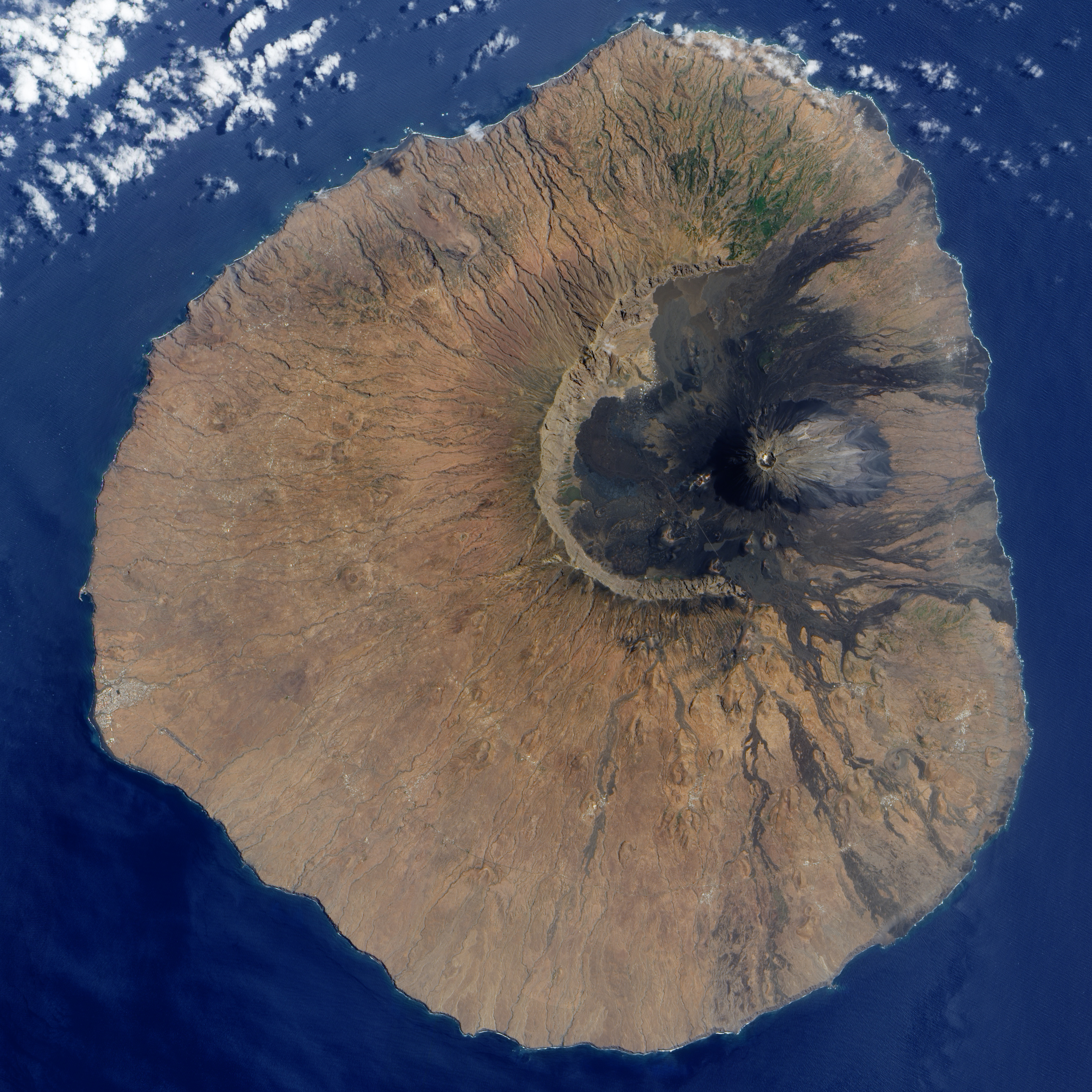
Супутниковий знімок о. Фогу в природних кольорах

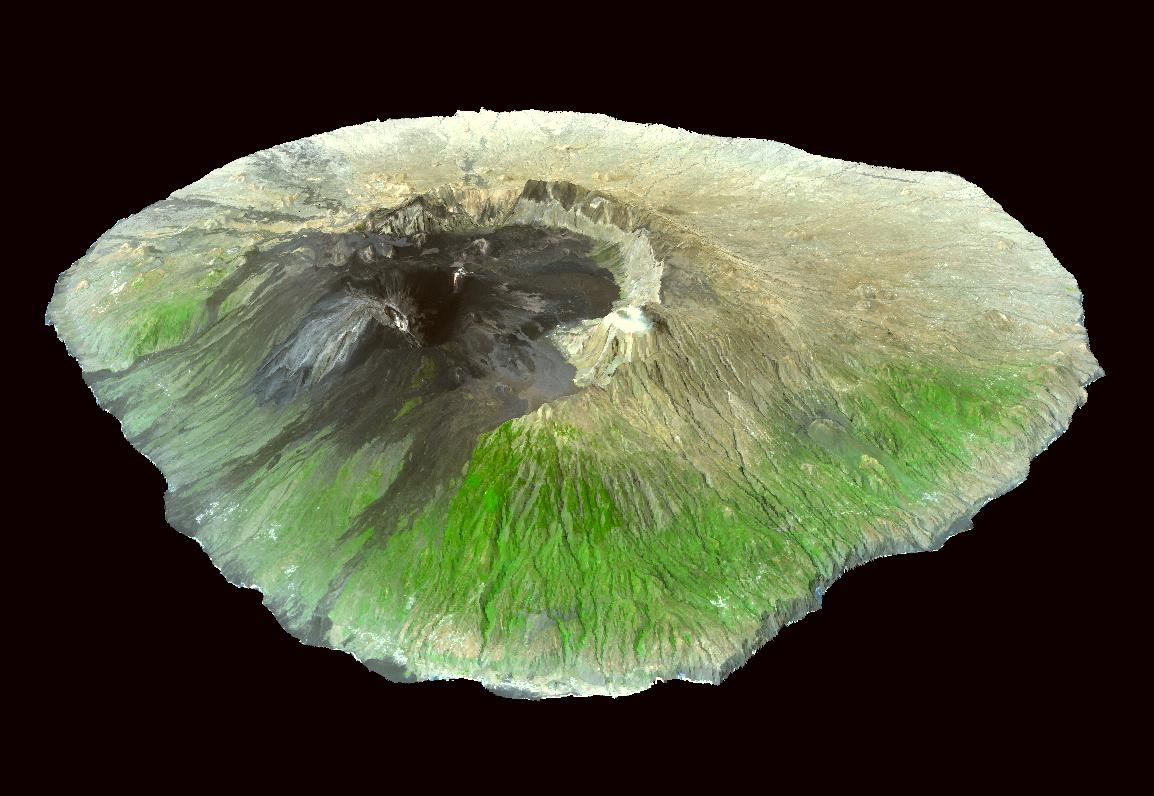
Фогу — острів-вулкан.
Синтезоване тривимірне зображення

Острів було відкрито португальцями в 1460 р.; його первісна назва Сан-Філіпі (порт. São Filipe) збереглась за головним містом. Острів перейменовано у Фогу після руйнівного виверження у 1675 та 1680 р., що сформувало його сучасний вигляд. Тоді ж часи частина населення переселилася на сусідній острів Брава.
Близькість Фогу до острова Сантьягу (50 км) та його сільськогосподарський потенціал сприяли тому, що він був заселений другим серед усіх островів архіпелагу. Через 100 років після відкриття на острові працювали близько 2000 рабів, що вирощували та обробляли бавовну. Цей матеріал був «розмінною монетою» при купуванні рабів на ринках Африки, де португальська корона дозволяла купувати рабів лише в обмін на товари місцевого виробництва.
У XVIII та XIX століттях до берегів Фогу та Брава підходили американські китобійні судна для поповнення команди та поновлення запасів води й продовольства. Досить багато кабовердіанців у результаті переселилося до США (переважно в район Бостона), де й нині проживає одна з найбільших діаспор.
Виверження відбувалися у 1785, 1799, 1847, 1852 та 1857 роках. Майже сторічний період спокою був перерваний у 1951 р.; ще одне виверження трапилось у 1995 р., а останнє — у листопаді 2014 р.

## Адміністративний поділ
| Острів | Муніципалітет  | Громада                     |
| ------ | -------------- | --------------------------- |
| Фогу   | Сан-Філіпе     | Сан-Лоренсу                 |
| Фогу   | Сан-Філіпе     | Носса-Сеньйора-да-Консейсан |
| Фогу   | Санта-Катаріна | Санта-Катаріна              |
| Фогу   | Моштейруш      | Носса-Сеньйора-да-Ажуда     |

## Економіка, пам'ятки
Економіка острова базується на сільському господарстві, кава та вино є основними продуктами виробництва. Багато мігрантів, що проживають у США та інших країнах, надсилають своїм далеким родичам на острові гроші, навіть у тих випадках, коли відправник і одержувач жодного разу не зустрічалися та фактично незнайомі. Туризм стає дедалі популярнішим. Головною визначною пам'яткою острова є вулкан. У його кальдері лежить невелике селище Шан даш Калдейраш (порт. Chã das Caldeiras, «Рівнина кальдери»). Саме тут мікроклімат дає змогу вирощувати виноград для виробництва вина та більш міцних напоїв, а також каву. З історичного погляду може зацікавити місто Сан-Філіпі, третій за розміром населений пункт Кабо-Верде.